# Shin Sang-ok
Shin Sang-ok (en hangul, 신상옥; en hanja, 申相玉; Chongjin, 18 d'octubre de 1926 - Seül, 11 d'abril de 2006) va ser un productor i director de cinema sud-coreà, considerat un dels pioners de la indústria cinematogràfica en la península de Corea. Al llarg de la seva trajectòria va dirigir 74 pel·lícules entre 1952 i 2004, algunes d'elles rodades als Estats Units, Hong Kong i el Japó.
Entre 1978 i 1986 va romandre segrestat a Corea del Nord al costat de la seva exmuller, la actriu Choi Eun-hee. Durant aquest temps va dirigir set pel·lícules, entre elles la cinta Pulgasari (1985), fins que la parella va aprofitar una gira internacional a Àustria per sol·licitar asil polític a l'ambaixada dels Estats Units, país al qual posteriorment va emigrar. No va tornar a Corea del Sud fins a 1994. El govern del seu país li va atorgar l'Orde al Mèrit Cultural a títol pòstum en 2006.

## Biografia

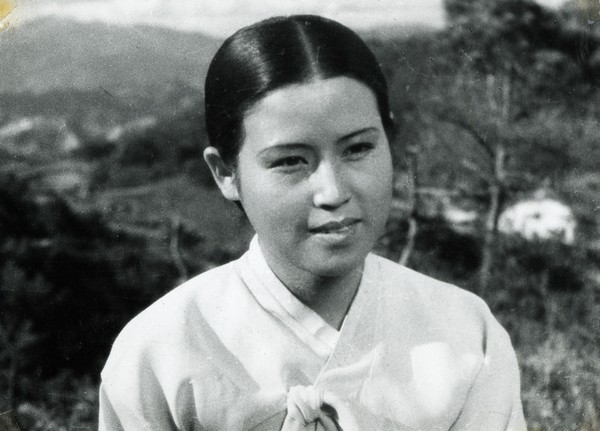
L'actriu Choi Eun-hee (1949)

### Primers anys
Shin Sang-ok va néixer el 1926 a Chongjin, actualment part de Corea del Nord, durant l'ocupació japonesa de la península. Després de completar l'educació bàsica va poder anar-se'n a Tòquio per estudiar al Centre de Belles Arts del Japó, predecessor de la Universitat Nacional de Belles arts i Música.

### Inicis cinematogràfics (1946-1978)
Anys després va tornar a Corea del Sud per a treballar en la incipient indústria del cinema. En 1946 va participar com a assistent de producció de Choi In-kyu en la pel·lícula Viva Freedom!, la primera feta al país després de la seva independència. Sis anys després dirigiria la seva primera pel·lícula, Akya (1952). Durant l'anomenada «època d'or» del cinema sud-coreà Shin va mantenir un alt ritme de treball i fins i tot va poder crear una productora, Shin Films, que al llarg de la dècada de 1960 va participar en més de 300 produccions, entre elles Prince Yeonsan (1961), guanyadora del premi Grand Bell.
En el pla personal va contreure matrimoni amb Choi Eun-hee, una de les actrius més populars de l'època, amb la qual va romandre casat fins a 1978.
No obstant això, l'activitat de Shin es va veure truncada durant el govern del general Park Chung-hee. Després d'acumular fracassos en la dècada de 1970, el govern sud-coreà va ordenar el tancament de Shin Films.

### Trajectòria a Corea del Nord (1978-1986)

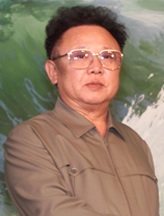
El líder nord-coreà Kim Jong-il

Als pocs mesos de divorciar-se Shin Sang-ok va rebre la notícia que la seva exmuller, l'actriu Choi Eun-hee, havia estat segrestada a Hong Kong presumiblement per agents nord-coreans. El director va fer un viatge per investigar els fets però també va acabar sent retingut i traslladat a Pionyang. Durant vuit anys tant ell com l'actriu van romandre a Corea del Nord per ordre directa de Kim Jong-il, qui estava interessat a establir una indústria cinematogràfica nacional de caràcter propagandístic per reflectir els punts de vista del Partit del Treball de Corea i de la ideologia Juche
Hi ha diverses versions sobre la seva estada nord-coreana. La hipòtesi més estesa és que tots dos van ser segrestats i van romandre retinguts contra la seva voluntat, per això van presentar proves. No obstant això el govern del país va assegurar que tots dos havien estat contractats per iniciativa de Kim Jong-il en resposta al tancament de Shin Films. La pareja negó la versión norcoreana tras huir del país.
Sang-ok va dirigir durant aquesta etapa set pel·lícules, entre 1983 i 1986, en les quals Kim Jong-il figurava com a productor executiu, i va tornar a casar-se amb Choi Eun-hee a petició de les autoritats nord-coreanes. La cinta més popular va ser Pulgasari (1985), una aproximació al gènere kaiju on l'existència del monstre plantejava un rerefons de crítica al capitalisme.
En 1986, Shin i Choi van aprofitar una estada en Viena (Àustria) per fugir de Corea del Nord a través de l'ambaixada dels Estats Units, en la qual van romandre refugiats durant un temps. El govern d'aquest país els va concedir asil polític.

### Últims anys (1986-2006)
Després d'obtenir asil polític, Shin va emigrar als Estats Units i va continuar treballant en la indústria cinematogràfica sota el pseudònim «Simon Sheen». Entre els seus treballs més destacats figura la producció executiva de la saga infantil 3 Ninja. El seu àlies apareix en els crèdits de 3 Ninjas Kick Back (1994), 3 Ninjas Knuckle Up (1995) i 3 Ninjas: High Noon at Mega Mountain (1998), aquesta última amb la col·laboració del lluitador professional Hulk Hogan.
No va tornar a Corea del Sud fins a 1994 per temor al fet que les autoritats del país li consideressin un desertor. Continuaria treballant en la indústria cinematogràfica sud-coreana fins que en 2004 es va sotmetre a un trasplantament de ronyó. Dos anys després va morir per complicacions d'una hepatitis en un hospital de Seül. L'endemà del decés, el govern de Roh Moo-hyun li va concedir l'Orde al Mèrit Cultural a títol pòstum.

## Filmografia
- Jiokhwa (1958)
- Saengmyeong Dahadorok (1960)
- Yeonsan gun (1961)
- Seong Chun-hyang (1961)
- Sarangbang sonnimgwa eomeoni (1961)
- Yeolnyeomun (1962)
- Ssal (1963)
- Ppalgan Mahura (1964)
- Beongeori Samryong (1964)
- Dajeong bulshim (1967)
- Daewongun (1968)
- Cheonnyeon ho (1969)
- Ijogoedam (1970)
- Banhonnyeo (1973)
- Samil cheonha (1973)
- 13se sonyeon (1974)
- Toraoji anŭn milsa (1984)[20]
- Runaway (1984)[21]
- Sarang, sarang naesarang (1985)[22]
- Ggum (1985)[23]
- Shim ch'ŏng chŏn (1985)[24]
- Pulgasari (1985)[25]
- Breakwater (1985)[26]
- Mayumi (1990)[27]
- Vanished (1994)
- 3 Ninjas Knuckle Up (1995)